# Igriš-Halam
Igriš-Halam je bil kralj starodavne mestne države Ebla. Med njegovim vladanjem je bila država šibka in je morala plačevati davek kraljestvu Mari, s katerim je bila v dolgoletni vojni. Za plačevanje davka je bil ključen njegov poraz v bitki z Iblulom II. Marijskim pri Zahiranu.
Vladal je dvanajst let. Nasledil ga je sin Irkab-Damu, ki je bil bolj prodoren vladar.